# Pomezia Calcio 1957
La Associazione Sportiva Dilettantistica Pomezia Calcio 1957, meglio nota come Pomezia Calcio o semplicemente Pomezia, è una società calcistica italiana con sede nella città di Pomezia, nella città metropolitana di Roma.
Milita attualmente in Eccellenza, la quinta divisione calcistica italiana.
È nata nel 1957 dall'unione tra l'Associazione Sportiva Pomezia (nata nel 1949) e la Virtus Pomezia (nata nel 1956).
Conta una presenza tra i professionisti, nella stagione 2010-2011, e undici stagioni passate in Serie D.
Dopo la retrocessione giudiziaria nel 2011 per irregolarità nell'iscrizione precedente in Lega Pro, in estate arriva il fallimento, che porta il Pomezia a ripartire dalla Seconda Categoria. Al termine della stagione 2011-2012 viene retrocesso, e la società si scioglie definitivamente dopo 55 anni di vita.
Nell'estate del 2014 l'Associazione Sportiva Dilettantistica Sporting Real Pomezia D.A., squadra pometina fondata nel 2010 e militante in Eccellenza Laziale, annuncia il cambio di denominazione in Associazione Sportiva Dilettantistica Pomezia Calcio e riprende la tradizione sportiva dello storico Pomezia Calcio.
Il 19 giugno 2022, dopo aver battuto il Livorno ai calci di rigore nella finale play-off nazionale, torna in Serie D.

## Storia

### I primi anni
La nascita della prima squadra di calcio a Pomezia si ha con la fondazione dell'Associazione Sportiva Pomezia nel 1949 e l'iscrizione al torneo Gabetto, creato in ricordo dell'esemplare giocatore del Torino che morì nella tragedia di Superga. Con l'anno successivo e con l'iscrizione a un campionato federale, la III Divisione Romana, il Pomezia incomincia la sua storia calcistica giocando inizialmente le sue partite in quello che è conosciuto oggi come il campo dei preti, ma già nel 1950 viene inaugurato un nuovo campo di gioco, dove ora sorge il Comunale. In quegli anni il Pomezia diede vita a diverse fusioni prima con la Virtus Pomezia (che dà vita al sodalizio attuale) e successivamente con il Divino Amore, per riuscire a creare una squadra competitiva. La prima promozione risale al 1968 con il passaggio alla 2ª Divisione Laziale (equivalente dell'attuale 1ª Categoria) e qualche anno dopo in Promozione, dove la squadra si afferma nei primi anni settanta. Quello a cavallo tra gli anni sessanta e settanta è anche il periodo in cui giocano a Pomezia calciatori che verranno ricordati come alcuni tra i migliori di sempre, come il difensore Arcangelo Faeti e il centravanti Pietro Paolo Brighenti.

### Le prime stagioni in D
Sono anni difficili quelli della fine degli anni settanta, l'Italia è nel pieno degli anni di piombo e il calcio a Pomezia affronta il periodo peggiore della sua storia, retrocedendo di nuovo in 1ª Categoria dopo 9 stagioni consecutive in Promozione. Negli anni ottanta però, la squadra, che già da qualche anno si chiama Virtus Pomezia, in seguito ad altre 2 fusioni, incomincia la sua ripresa tornando in Promozione nel 1980. Il Pomezia si affaccia per la prima volta in Interregionale con la storica ed entusiastica promozione del 1982, che vede i dragoni arrivare primi davanti al Tivoli Calcio e festeggiare così la prima promozione nel massimo campionato dilettantistico. Purtroppo il Pomezia retrocede subito arrivando ultima nel girone G, e torna nuovamente in Promozione. Dopo qualche anno di stagioni concluse a metà classifica, viene nuovamente promossa in D nel 1988, con alla guida mister Sparacca, grazie a un secondo posto in Promozione laziale (alle spalle della Viterbese e dopo un duro testa a testa per la seconda piazza con il Ladispoli) e raggiunge quella che poi diventerà il CND restandoci ben 7 anni consecutivi. Nel primo anno riesce a salvarsi arrivando all'8º posto, mentre la stagione successiva raggiunge quello che era il miglior risultato fino ad allora, cioè un buon 5º posto raggiunto nel 1989-1990. Seguono un 10º e un 7º posto, ma nel 1992 torna Sparacca (che aveva lasciato nel 1990) e riesce a eguagliare il 5º posto di qualche anno prima. Questo è l'apice che raggiunge la società pometina, portando grande entusiasmo agli sportivi della città. In seguito a questo risultato, la compagine rossoblù non riesce a ripetersi e raggiunge un mediocre 13º posto. La stagione successiva, i rossoblù non riescono a evitare una retrocessione che sembrava scritta dall'inizio della stagione, e chiudendo al 16º posto, a 3 punti dalla salvezza, retrocedono nella da poco nata categoria dell'Eccellenza.

### Il nuovo millennio e la discesa in Promozione
Il Pomezia torna, dopo 7 anni consecutivi in D, in un campionato regionale, e la società tenta l'immediata risalita sfiorando la promozione sia con il 3º posto del 1995-1996, sia con il 2º posto dell'anno successivo, in cui perde la possibilità di tornare in Serie D con la sconfitta nel doppio spareggio con il Rieti, che si conclude con il risultato complessivo di 1-0 per i sabini, che ottengono un successo di misura in casa dopo aver pareggiato per 0-0 a Pomezia. Il Pomezia salì agli onori della cronaca nazionale per via dello scandalo scoppiato al termine della partita play - off per la promozione in Serie D, Rieti - Pomezia: la gara, anche se sospesa negli ultimi minuti per la quinta espulsione del Pomezia (che era così rimasto con 6 giocatori, con il punteggio a sfavore per 1 - 0), fu inserita nella colonna Totogol come se fosse finita regolarmente. Successivamente furono fatte indagini dalla magistratura per la denuncia fatta dall'arbitro di gara Marrazzo, che affermava di aver ricevuto pressioni dal presidente della LND, Elio Giulivi, affinché stilasse un secondo referto sulla partita che aveva diretto, Rieti - Pomezia, poiché l'otto nel Totogol pagava 300 milioni. Dopo oltre un anno, il capo procuratore federale, Carlo Porceddu, deferisce Elio Giulivi, l'ex commissario della CAN (D'Elia), il suo vice (Ramicone), il commissario di campo di Rieti - Pomezia (Belfiori) e un collaboratore del comitato regionale laziale. Si dimette invece il segretario della lega dilettanti, Mauro Grimaldi.
Le cose cominciano a girare per il verso sbagliato, e ad alcuni campionati di basso livello (escluso un altro buon 3º posto), farà eco la discesa in Promozione nel 2001 che allontana il Pomezia dai vertici del calcio dilettantistico.

### L'era Di Mario

#### L'Eccellenza
Con il cambio di proprietà che passa a Raffaele Di Mario, noto imprenditore della zona, inizialmente affiancato dal presidente Franco Mancini, il Pomezia vince il campionato di Promozione nel 2005 dopo un duro testa a testa con Gaeta e Vis Artena.
Il patron inizia a gettare le prime basi per una nuova organizzazione societaria. Nel primo anno di Eccellenza la squadra si salva dai play-out solo a poche giornate dalla fine, terminando a quota 46 punti. Nel 2006 l'arrivo del nuovo presidente Giovanni Santodonato sancisce l'inizio di una politica volta alla crescita del club. Tutti i campi da calcio della società godono di un restyling e vengono dotati di manti sintetici di ultima generazione. Viene creata una mascotte "Pommy" raffigurante un dragone, il soprannome della squadra, e lo stemma diventa la dea Pomona, stabilendo così un ritorno alla tradizione della città. Viene prodotto l'inno del Pomezia: "Ora siamo noi" e distribuito ai tifosi il giornalino del club prima di ogni partita. Tutte queste novità vengono accompagnate anche dalla creazione di sciarpe e bandiere come merchandising, nonché dal completo rinnovamento del sito internet. Gli sforzi della società ripagano sul campo, tanto che i rossoblù giocano un campionato di vertice. La squadra colleziona il 3º posto rimanendo imbattuta nel girone di ritorno, trascinata soprattutto dalle 22 reti del bomber pometino Corrado Zanchi, tornato a Pomezia in estate dopo avervi già giocato nelle giovanili e ribattezzato dai tifosi "The King".
La stagione 2007-08 comincia con l'obiettivo di lottare per le prime posizioni della classifica. Gli stretti contatti tra il presidente Santodonato e vari esponenti del calcio europeo portano grandi nomi del pallone a scegliere la città di Pomezia come luogo ideale per svolgere la preparazione pre-stagionale. Nella città pontina arrivano gli azzurri della Nazionale di calcio a 5 dell'Italia e il Futbol'nyj Klub Lokomotiv Moskva, uno dei principali club di Russia. La presidenza organizza anche due amichevoli di lusso: una contro la Società Sportiva Lazio a Formello, un'altra contro l'Associazione Sportiva Roma a Pomezia davanti ad uno Stadio Comunale gremito in ogni ordine di posto. Si ha fame di vittoria e per raggiungere la serie D viene scelto l'allenatore Scarfini. Arriva solo il 6º posto, con l'allenatore esonerato a qualche giornata dalla fine per far spazio sulla panchina all'ex calciatore della Roma tricolore Odoacre Chierico (a sua volta non confermato a fine stagione).
Nei primi tre anni di Eccellenza quindi, il Pomezia non riesce a trovare l'assetto giusto per la promozione, nonostante le ingenti spese del patron Di Mario per rafforzare la squadra, ma il club acquisisce prestigio e l'affluenza dei tifosi allo stadio raggiunge una media di 1.500 presenze registrate. La vittoria del campionato viene solo rimandata alla stagione successiva.

#### Il biennio Lanza
Con l'arrivo di Carlo Lanza come allenatore nel 2008 (fortemente voluto dal DS Tanzi), il Pomezia cambia marcia. Il mister porta in dote un gioco veloce e divertente che si basa principalmente sul suo modulo preferito e mai abbandonato nei due anni rossoblù: il 4-3-3. In estate parte l'idolo della piazza Zanchi, dopo 31 gol in 2 stagioni, ma arrivano alla corte dell'allenatore siciliano giocatori semi-sconosciuti, ma che presto saranno osannati dal pubblico che ne apprezzerà le capacità tecniche e che diventeranno presto i pilastri di una squadra che crescerà soprattutto grazie alle loro prodezze. Nel primo anno targato Lanza il Pomezia vince la fase regionale della Coppa Italia Dilettanti, grazie a una vittoria sul Fidene per 1-0, firmata dal bomber rossoblù Laurent Amassoka e guadagna l'accesso alle fasi nazionali. Il suo cammino verrà interrotto solo dal Casarano (poi vincitore) in semifinale, dove i dragoni vengono sconfitti 2-0 in salento e impattano 1-1 in casa. In campionato la squadra dà subito dimostrazione di poter aspirare alla vittoria finale e riesce a inanellare una serie di 16 risultati utili consecutivi, tra cui la vittoria nel sentito derby con l'Aprilia per 2-1 grazie a un gol allo scadere di Amassoka. Nel girone di ritorno la squadra, dopo la sconfitta con il Fidene, mette insieme un'altra grande catena di 8 vittorie di fila, compreso il derby di ritorno ad Aprilia per 2-0. Seguono altri ottimi risultati, interrotti bruscamente dalla sconfitta a Latina a 3 giornate dal termine. Nonostante questo però, i rossoblù mantengono i nervi saldi e festeggiano la promozione nell'ultima partita di campionato contro il Santa Marinella, vinta per 4-1, in un Comunale gremito con 2.000 spettatori, guadagnando il 1º posto e la promozione in Serie D. Finita la sbornia per una stagione magistrale e per la promozione nel massimo campionato dilettantistico, Santodonato rinuncia alla presidenza del club e a lui succede Maurizio Schiavon. L'estate inizia con un colpo durissimo: l'attaccante camerunese Laurent Amassoka, dopo 2 stagioni e ben 48 gol, lascia il Pomezia e approda allo Zagarolo; per i tifosi pometini è un colpo molto duro, in quanto a lasciare non è solo l'idolo incontrastato della tifoseria, ma anche uno dei bomber più forti e prolifici di sempre. Ciò nonostante, la stagione 2009-2010, risulterà speciale per il calcio pometino: la squadra non parte benissimo e inizialmente punta alla salvezza, arrivando a gennaio 10º in classifica; nel mercato invernale acquista dal Morolo l'attaccante Loreto Macciocca, che si rivelerà decisivo con 12 gol in campionato e sarà il vero trascinatore della squadra in futuro. A fine anno, dopo una grande rimonta culminata con la rincorsa alla capolista Fondi nelle ultime giornate, arriva uno storico 3º posto alle spalle proprio del Fondi e del Gaeta, che vale la conquista dei play-off per il ripescaggio in Lega Pro Seconda Divisione. In questi play-off, il Pomezia supera il Sanluri e il Selargius rispettivamente per 2-2 (passa per miglior piazzamento) e 3-0 e accede ai triangolari con 2 squadre di altri gironi: si tratta di Union Quinto e Castel Rigone. La prima partita dei rossoblù viene giocata in veneto, e vedrà i laziali soccombere alla squadra di Quinto di Treviso per 5-2. Nella seconda e ultima sfida, il Pomezia, in virtù del risultato tra Castel Rigone e Union Quinto (2-1) deve vincere con gli umbri di almeno 5 gol: incredibilmente, i rossoblù firmano un 7-2 che rimarrà per sempre nella memoria degli sportivi pometini e che li porta addirittura in semifinale! Autore di una tripletta quel giorno è Andrea Marano. In semifinale il Pomezia pesca il blasonato Matera, vincitore della Coppa Italia di serie D; nella partita di andata, al Comunale, circa 1500 pometini assistono a una prestigiosa vittoria per 1-0, con gol di Salvatore Novembrino. Qualche giorno dopo la città pontina si prepara per un evento calcistico quasi storico e una cinquantina di appassionati tifosi segue la squadra in trasferta in Basilicata: il campo però sorride alla squadra lucana, che vince 3-0 (in seguito i Materani saranno vincitori dei play-off). Grazie al fallimento di alcuni club di Lega Pro, i rossoblù decidono però di presentare ugualmente la domanda di ripescaggio, che verrà accolta dagli organi competenti: il Pomezia si ritrova quindi, meritatamente in Seconda Divisione.

#### La stagione tra i professionisti
Nonostante la sua stupenda annata, Lanza viene esonerato a fine stagione per divergenze con la società. A sostituirlo arriva Massimiliano Farris. A luglio 2010, per la prima volta nella sua storia, il Pomezia viene inserito nel tabellone della Coppa Italia 2010-2011, dove verrà eliminato al primo turno dal Lumezzane.
Il 4 agosto 2010 viene ufficializzato lo storico ripescaggio in 2ª Divisione, che porta il Pomezia per la prima volta tra i professionisti. Il Pomezia viene inserito nel girone C, dove trova squadre di prestigio come Avellino, Catanzaro e Brindisi, ma anche altre squadre laziali, quali Isola Liri, Fondi e Latina (anche quest'ultima ha tratto beneficio dal ripescaggio). Dal punto di vista di mercato, la dirigenza riesce a trattenere pezzi pregiati molto richiesti, come il centrocampista Andrea Costantini (per i tifosi "il principe"), il terzino Francesco Colantoni e gli attaccanti Andrea Marano e Loreto Macciocca. In entrata, grazie ad acquisti mirati come il portiere Scarzanella, il difensore De Martis, il terzino iraniano Lolli, i centrocampisti Coppola (ex Lazio) e l'attaccante Morbidelli, riesce a rinforzare la già competitiva rosa a disposizione di mister Farris. Il capitano per la storica stagione che si prospetta diventa il terzino sinistro nonché beniamino dei tifosi, Francesco Colantoni. Lo sponsor tecnico che disegna i completini del Pomezia per il suo primo campionato professionistico è Adidas.
Dato che la città pontina in estate non dispone ancora di uno Stadio Comunale a norma per la Lega Pro, il Pomezia gioca fino ai primi di novembre allo Stadio Flaminio di Roma, per poi fare ritorno a Pomezia nella sfida casalinga contro l'Aversa Normanna, del 7 novembre. La squadra inizia il campionato con l'obiettivo della salvezza, ma sorprendendo tutti, gioca un campionato di vertice. L'esordio nella nuova serie vede i rossoblù pareggiare 1-1 contro il Trapani, che poi si rivelerà una delle avversarie più dure per la rincorsa alla Prima Divisione. La prima vittoria tra i professionisti invece arriva alla 2ª giornata per 2-1 sul campo del Milazzo. Segue un periodo altalenante, ma dal mese di ottobre in poi la squadra trova continuità e dà il via a una serie di risultati utili che la porteranno presto nelle zone alte della classifica. La squadra di Farris può contare su una difesa solidissima (tra le migliori di tutta la Seconda Divisione) e sui gol del bomber Macciocca, che sigillano vittorie importanti come quella con il Brindisi o la Vigor Lamezia; queste componenti saranno decisive per il prosieguo del campionato, che vedrà il Pomezia arrivare a Natale addirittura in 2ª posizione. A gennaio la squadra riparte forte: sul mercato acquista dal Südtirol l'ex Sampdoria Francesco Virdis, e alla ripresa del campionato conquista un pareggio a Trapani; quindi, forte delle penalizzazioni della capolista Latina e dello stesso Trapani, consolida la 2ª posizione. Seguono però dei risultati non buoni e i rossoblù collezionano nelle seguenti 4 partite soltanto 2 punti, ritrovandosi in 4ª posizione e perdendo il podio della classifica che occupavano ormai da novembre. Segue un altro periodo estremamente difficile, dove la squadra (ormai uscita anche dal giro play-off) né riesce a ottenere la prima vittoria del 2011, né riesce a fermare le voci di una situazione economica difficile, e di un imminente fallimento. Finalmente, a fine marzo, il Pomezia torna alla vittoria battendo per 3-0 la Vigor Lamezia, poi, nella settimana successiva, va a giocarsi una fetta di play-off ad Aversa, dove vince a sorpresa per 5-2. I rossoblù si riportano quindi in corsa per un posto tra le prime 5, nonostante un altro scandalo investa la compagine pometina: la lega apre infatti un'inchiesta sulla base di una presunta documentazione falsa, presentata dai dirigenti del Pomezia nel giorno dell'iscrizione al campionato. Per la società di via Varrone la sentenza è dura: 16 punti di penalizzazione, quindi sogno play-off sfumato. Nello stesso giorno viene arrestato il patron rossoblù Raffaele Di Mario (per il fallimento di diverse aziende da lui possedute), e quindi il Pomezia, fortemente indebitato anch'esso (si parla di una cifra attorno agli 800.000 €), viene messo in vendita, nella speranza di trovare un compratore che la salvi dal fallimento (che poi non viene trovato). La squadra comunque continua il suo campionato collezionando una vittoria a Fondi 3-1 e due pareggi 0-0 nelle successive tre partite, perdendo le ultime due contro Catanzaro e Melfi.
Il 4 maggio 2011 la nuova sentenza della Commissione Disciplinare aggrava la pena inflitta al Pomezia, che viene retrocesso all'ultima posizione (e quindi alla serie inferiore): il 27 maggio il Pomezia presenta il ricorso per la retrocessione all'ultimo posto, che viene comunque rigettato dal TNAS, e si rinuncia a nuovi ricorsi. Il Pomezia dunque viene retrocesso d'ufficio in Serie D, tra le proteste dei tifosi, la maggior parte dei quali ritiene che, nonostante il Pomezia fosse fortemente indebitata e sull'orlo della crisi, la federazione abbia aperto l'inchiesta sulla documentazione falsa, condannando il Pomezia all'ultimo posto, solo per tentare di salvare il Catanzaro, società ben più potente e prestigiosa, dalla retrocessione fra i dilettanti. A Luglio il Pomezia, viene escluso anche dalla Serie D per motivi finanziari dalla CoViSoD, contro la quale poi il Pomezia non annuncia ricorso.
Ad agosto il patron Raffaele Di Mario lascia la presidenza in mano a Hamdi Gamoudi, con la squadra che ripartirà dal campionato regionale di Seconda Categoria.

#### Il fallimento e la definitiva scomparsa
Nonostante il nome prestigioso, l'annata dei rossoblù in Seconda Categoria si rivela disastrosa: il Pomezia riesce a vincere solo due partite in tutto l'anno, terminando il campionato in ultima posizione e retrocedendo con due giornate di anticipo in Terza Categoria. A influire sulle prestazioni negative della squadra pometina, sono state anche, probabilmente, le troppe voci su un possibile acquisto di un titolo sportivo: già da inizio anno infatti, in molti avevano capito che sarebbe stato più semplice acquisire un titolo di categoria superiore piuttosto che puntare a un'improbabile risalita per tornare ai vertici del calcio laziale. Fra le tanti voci, le più insistenti dalle parti di Pomezia sono state quelle di una possibile fusione con il Monterotondo Lupa (società partecipante alla Serie D 2011-2012), formazione di proprietà del Presidente Pochesci, che disputava le sue partite proprio al Comunale, o quella di un'acquisizione del marchio "Pomezia Calcio" da parte dell'ASD Sporting Real Pomezia, squadra di Eccellenza, divenuta dopo il fallimento dei rossoblù la principale società del territorio. Per i tifosi pometini però, la possibilità di rivedere una squadra con il nome e i colori del Pomezia in un campionato di prestigio, diventa una vana speranza: infatti a fine stagione, dopo il trasloco da Pomezia del Monterotondo e il fallimento della trattativa per una possibile collaborazione con il Real Pomezia. Quest'ultima diventa dunque la prima squadra della città, e il Pomezia Calcio SRL decide così di ritirarsi dal campionato di Terza Categoria, mettendo così la parola fine (anche se i tifosi sperano solo temporaneamente) all'attività di 55 anni dello storico club pontino.

### 2014/2015: rinasce il Pomezia Calcio
Nella stagione 2014/2015 il nome Pomezia Calcio torna nel maggior palcoscenico dilettantistico regionale, l'Eccellenza laziale.
Lo Sporting Real Pomezia, infatti, assume il nome e i colori del vecchio Pomezia Calcio, provando a porsi come punto di riferimento per i vecchi tifosi e appassionati, nonostante il titolo sportivo e il marchio del vecchio Pomezia stazionino ancora nei tribunali fallimentari.
Il nuovo Pomezia mette a disposizione del tecnico Francesco Punzi, ex Rieti, una rosa di discreto valore per l'Eccellenza: oltre a Mauro Ciccarelli, ex bomber del San Michele in Promozione, sono arrivati tra le file rossoblù Stefano Iannotti e Fabrizio Romondini. La stagione si conclude con un nono posto.
La stagione 2015-2016 inizia con profondi mutamenti sia a livello societario sia tecnico. A Federico Coculo e Alessandro Spina si uniscono nuovi imprenditori e la presidenza viene offerta a Cerusico. La panchina viene affidata all'ex Persia, campione in carica nella categoria Juniores con la Vigor Perconti. Nel mercato estivo il Pomezia mette sotto contratto l'attaccante Ciro Di Fiandra e l'ex Civitavecchia Palermo (già protagonista ai tempi di mister Lanza). Da Aprilia arriva Tommaso Gamboni. I risultati però non sono quelli sperati: il Pomezia chiude al 13º posto, rischiando anche la retrocessione.
Nella stagione 2016-2017, grazie alla promozione dell'UniPomezia in Eccellenza, comincia una rivalita' stracittadina che continuera' anche nei prossimi anni. L'annata si chiude con un anonimo ottavo posto.

#### Era Bizzaglia
Nella stagione 2017-2018, sotto la guida del patron Alessio Bizzaglia, si fanno ingenti investimenti per la promozione. Il squadra ponitna conclude la stagione con un secondo posto nel girone B laziale approdando ai play-off per la Serie D. In semifinale play-off però si arrende ai calci di rigore alla Sinalunghese in trasferta (4-1).
Nella stagione 2018-2019 il Pomezia si piazza ancora una volta secondo nel girone B di Eccellenza, superando stavolta le semifinali nazionali play-off con il Sorso Calcio (vincendo in trasferta per 2-1 dopo aver perso in casa 1-0). In finale play-off perde però il doppio confronto con il Mestre per il numero di gol in trasferta (1-1 in casa e 0-0 in trasferta), lasciando ai veneti la promozione sul campo. La promozione in Serie D finalmente comunque arriva grazie al ripescaggio.
Retrocessa nell'anno seguente, nel 2022 si qualifica per i play-off nazionali per la promozione in Serie D.
Il 19 giugno 2022, dopo aver battuto il Livorno ai calci di rigore nella finale play-off nazionale, torna in Serie D.

## Colori e simboli

### Colori
I colori del Pomezia sono il rosso e il blu.
Questi colori sono quelli ufficiali dello stemma cittadino e del comune: riprendono simbolicamente il rosso della terra su cui sorge la città e il blu del mare sul quale si affaccia.

### Simboli ufficiali

#### Stemma
Il simbolo del Pomezia Calcio è la dea romana Pomona, simbolo della città. La dea è presente anche sullo stemma del Pomezia.

### Inno
L'inno del Pomezia è stato composto nel 2006 da Massimo Moi: il brano si intitola Ora siamo noi.
Negli anni 80 fu inciso il primo inno ufficiale dell'U.S. Pomezia da Ugo Casadei dal titolo Forza Pomezia.

#### Mascotte
La mascotte ufficiale del Pomezia Calcio è il dragone "Pommy".

## Strutture

### Stadio
Il Pomezia gioca le partite casalinghe allo stadio Comunale di Pomezia.
L'impianto presenta le seguenti caratteristiche:
- capienza: 3.000 posti
- grandezza: 106 m x 65m
- Fondo: Erba sintetica
- Copertura campo: Tribune laterali scoperte, tribuna centrale coperta

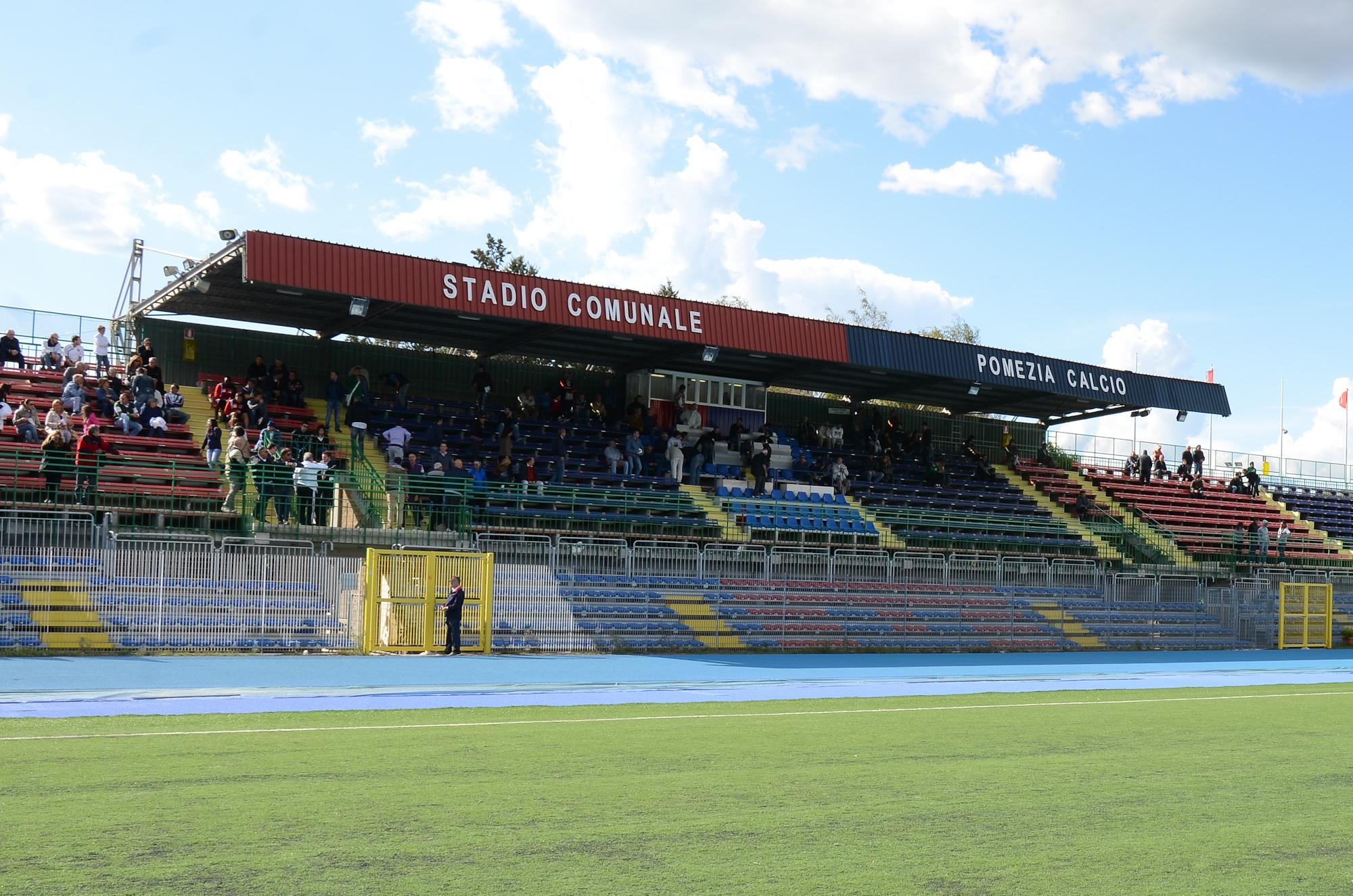
Lo stadio comunale di Pomezia

## Allenatori e presidenti
- 1957-1958  Patrizi
- 1958-1959  Patrizi
- 1963-1967  M. Celori
- 1967-1968  Centomini
- 1968-1969  Dell'Oglio
 Mazzoni
- 1969-1970  Mazzone
 De Vita
- 1970-1971  De Vita
- 1971-1972  Piacentini
- 1972-1973  Centomini
- 1973-1974  Abbatini
- 1974-1975  Abbatini
 Ginocchi
- 1975-1976  Marazzi
- 1976-1977  Silvestri
 Giovannardi
- 1977-1978  Piccolo
- 1978-1979  Errera
- 1979-1980  Leonori
- 1980-1981  Marazzi
 Prodosmo
 Ginocchi
- 1981-1982  Kristovich
- 1982-1984  Giacobbo
 Prodosmo
- 1985-1986  Ferrante
 Carrubba
 Ginocchi
- 1986-1987  Mattioli
- 1987-1990  L. Sparacca
- 1990-1991  Berardi
 Conte
- 1991-1992  Priori
- 1992-1995  L. Sparacca
- 1995-1997  Priori
- 1997-2000  P. Mazza
- 2000-2001  Alvardi
 Proietti
 Pagliarini
 Conte
- 2001-2002  Berardi
- 2002-2003  M. Marcelletti
 Aiello
- 2003-2004  Aiello
 Pozzi
- 2004-2005  F. Del Grosso
- 2005-2006  F. Del Grosso
 F. Quadraccia
- 2006-2007  P. Nucci
 M. Bencivenga
 M. Castagnari
- 2007-2008  D. Scarfini
 Odoacre Chierico
- 2008-2010  C. Lanza
- 2010-2011  Massimiliano Farris
- 2011-2012  V. Guerra
- 2014-2016  Francesco Punzi
- 2016-2018  Cristiano Gagliarducci
- 2018-2019  Cristiano Gagliarducci (1ª-22ª)
 Andrea Bussi (23ª-34ª e play-off)
- 2019-2020  Andrea Bussi (1ª-16ª)
 Paolo Mazza (17ª-23ª)
 Andrea Bussi (24ª-26ª)
- 2020-2021  Cristiano Gagliarducci
- 2021-2022  Stefano Scaricamazza
- 2022-2023  Mauro Venturi (1ª-20ª)
 Fabrizio Ferazzoli (21ª-34ª e play-out)
- 2023-  Cristiano Gagliarducci

- 1957-1967  C. Caponetti
- 1967-1979  Navisse
- 1979-1989  M. Auriemma
- 1989-1998 ...
- 1998-2000  C. Tanzi
- 2000-2006  F. Mancini
- 2006-2009  G. Santodonato
- 2009-2011  M. Schiavon
- 2011-2012  H. Gamoudi
- 2014-2016  F. Coculo e Alessio Bizzaglia
- 2016-2018  Nazareno Cerusico
- 2018-  Antonio Bacchiani

## Palmarès

### Competizioni regionali
- Eccellenza: 2

2008-2009 (girone A), 2021-2022 (girone B)
- Coppa Italia Dilettanti Lazio: 1

2008-2009
- Promozione: 2

1981-1982 (girone B), 2004-2005 (girone C)
- Seconda Categoria: 1

1967-1968

## Statistiche e record

### Partecipazione ai campionati
Il Pomezia Calcio finora ha disputato un solo campionato di livello professionistico, nel 2010-11:
| Livello | Categoria                       | Partecipazioni | Debutto   | Ultima stagione | Totale |
| ------- | ------------------------------- | -------------- | --------- | --------------- | ------ |
| 4º      | Lega Pro Seconda Divisione      | 1              | 2010-2011 | 2010-2011       | 3      |
| 4º      | Serie D                         | 2              | 2019-2020 | 2022-2023       | 3      |
| 5º      | Campionato Interregionale       | 5              | 1982-1983 | 1991-1992       | 9      |
| 5º      | Campionato Nazionale Dilettanti | 3              | 1992-1993 | 1994-1995       | 9      |
| 5º      | Serie D                         | 1              | 2009-2010 | 2009-2010       | 9      |

#### Campionati regionali
| Livello | Categoria         | Partecipazioni | Debutto   | Ultima stagione | Totale |
| ------- | ----------------- | -------------- | --------- | --------------- | ------ |
| I       | Promozione        | 16             | 1968-1969 | 1987-1988       | 31     |
| I       | Eccellenza        | 15             | 1995-1996 | 2018-2019       | 31     |
| II      | Seconda Categoria | 9              | 1959-1960 | 1967-1968       | 15     |
| II      | Prima Categoria   | 2              | 1977-1978 | 1978-1979       | 15     |
| II      | Promozione        | 4              | 2001-2002 | 2004-2005       | 15     |
| III     | Seconda Divisione | 2              | 1957-1958 | 1958-1959       | 3      |
| III     | Seconda Categoria | 1              | 1979-1980 | 1979-1980       | 3      |
| IV      | Seconda Categoria | 1              | 2011-2012 | 2011-2012       | 1      |